# Kristina Richter
Kristina „Tina“ Richter, ursprungligen Hochmuth, född den 24 oktober 1946 i Zwickau i Östtyskland, är en före detta östtysk handbollsspelare. Hon blev världsmästare tre gånger med Östtysklands damlandslag i handboll.

## Klubblag
Kristina Richter kom till handbollen 1963 genom friidrotten. Hon började i sin ungdom spela för klubben BSG Aktivist Karl Marx Zwickau, dagens BSV Sachsen Zwickau. Hon flyttade till Leipzig för att studera och upplevde upplösningen av SC DHfK Leipzig där. Eftersom tränaren Peter Kretzschmar inte ansåg att hon skulle spela i SC Leipzig flyttade hon till Berlin TSC 1965. Hon stannade i klubben fram till 1980 vilket var slutet av första delen av hennes karriär. Med klubben i Berlin vann hon Europacupen 1978 och var den mest framgångsrika målskytten i finalen med åtta mål. 1977 och 1979 vann Richter Cupvinnarcupen med Berlin, DDR-mästerskapet vann hon fyra gånger med klubben 1974, 1977, 1978 och 1980 och vann FDGB-cupen 1977, 1978, 1979 och 1980. Säsongen 1987/88 gjorde hon en kortare comeback och spelade för den dåvarande DDR-ligaklubben BVB Berlin.

## Landslag
Kristina Richter spelade också i DDR:s damlandslag i handboll. Med landslaget vann hon tre världsmästerskap vid VM 1971, VM 1975 och VM 1978. Vid VM 1978 vann hon skytteligan. Hon blev silvermedaljör vid Olympiska sommarspelen i samband med de olympiska handbollstävlingarna 1976 i Montréal.1976 och OS-brons i damernas turnering i samband med de olympiska handbollstävlingarna 1980 i Moskva.

## Tränare
Efter 1981 var Richter aktiv som tränare ungdomssektionen i TSC Berlin. Hon tränade där Cordula David, som blev världsmästare med det västyska laget 1993. 1994 var hon en av utvecklingstränarna för DHB. Från 1994 tränade hon seniorlaget i Berlin TSC.

## Utmärkelser
- Kristina Richter tilldelades Fäderneslandets förtjänstorden i brons 1976[3] och i silver 1980.[4]
- 1980 blev hon framröstad till Årets handbollsspelare i Östtyskland.[5]
- Vid öppningsceremonin vid de olympiska spelen 1980 i Moskva var hon fanbärare för DDR:s lag. Hon var den första tyska lagidrottaren som fick denna ära.[6]
- I juli 2016 blev hon den första och hittills enda damhandbolls-spelaren i Hall of Fame inom tysk idrott.[7]